# Thamnosophis epistibes
Espèce
Synonymes
- Liopholidophis epistibes Cadle, 1996
- Bibilava epistibes (Cadle, 1996)

Statut de conservation UICN

 LC  : Préoccupation mineure
Thamnosophis epistibes est une espèce de serpents de la famille des Lamprophiidae. 

## Répartition
Cette espèce est endémique de l'Est de Madagascar.

## Publication originale
- Cadle, 1996 : Snakes of the genus Liopholidophis (Colubridae) from Eastern Madagascar: New species, revisionary notes, and an estimate of phylogeny. Bulletin of the Museum of Comparative Zoology at Harvard College, vol. 154, n. 5, p. 369-464 (texte intégral).